# Insurance Australia Group
Insurance Australia Group (IAG) est une compagnie d'assurance australienne qui fait partie de l'indice S&P/ASX 50. L'IAG est issue de la National Roads and Motorists' Association NRMA (Association nationale des routes et des automobilistes). Son siège se trouve à Sydney, en Australie.

## Historique
En 2008, IAG et la State Bank of India signent un accord pour la création d'une compagnie d'assurance en Inde en joint-venture. En 2013, IAG rachète les entreprises de souscription d'assurance de Westfarmers en Australie et Nouvelle-Zélande pour 1,85 milliard de dollars australiens.
En 2015, Warren Buffett, à travers son véhicule d'investissement Berkshire Hathaway, prend 20% des primes émises brutes d'AIG pour 500 millions de dollars australiens. En échange, IAG rachète les petites et moyennes entreprises du secteur de l'assurance détenues par Berkshire en Australie. Le deal permet à terme à Berkshire de monter à hauteur de 3,7% dans le capital d'IAG,.
En 2020, la compagnie d'assurance s'engage à ne pas couvrir tout projet qui pourrait avoir des effets néfastes sur la préservation de l'environnement ou de l'héritage culturel. Cet engagement fait suite à la destruction par Rio Tinto de deux grottes historiques et sacrées dans l'ouest du pays en mai 2020. En 2020, l'entreprise enregistre une perte nette de 427 millions de dollars australiens et annonce une série de restructurations et de changements stratégiques. En octobre 2021, Tom Pockett remplace Elizabeth Bryan à la présidence du conseil d'administration d'IAG.